# Sân bay Gemena
Sân bay Gemena (IATA: GMA, ICAO: FZFK) là một sân bay ở Gemena, Cộng hòa Dân chủ Congo.

## Hãng hàng không và điểm đến
| Hãng hàng không                | Các điểm đến               |
| ------------------------------ | -------------------------- |
| Air Kasaï                      | Kinshasa–N'djili, Mbandaka |
| Compagnie Africaine d'Aviation | Lisala                     |